# Mineralogisches Museum der Philipps-Universität Marburg
Das Mineralogische Museum der Philipps-Universität in Marburg ist eine umfangreiche Sammlung geologischer Fundstücke, die auf das Ende des 18. Jahrhunderts zurückgeht. Derzeit umfasst die Sammlung 60.000 Mineralien, 55.000 Gesteinsproben, 15.000 Edelsteinrohproben und 150 Meteoriten. Damit besitzt es Hessens größte Mineralien- und Gesteinssammlung. Die Sammlung ist hauptsächlich eine Lehr- und Forschungssammlung. Inzwischen gehört das Museum dem Fachbereich Geographie an.
Nicht nur aufgrund seiner umfangreichen Sammlung, sondern auch durch seine Räumlichkeiten, kommt dem Mineralogischen Museum eine besondere Bedeutung zu. So befindet es sich im Kornspeicher und Backhaus und damit letzten heute noch erhaltenen Wirtschaftsgebäude der Marburger Niederlassung des Deutschen Ordens. Dadurch ist es ein nicht unbedeutender Teil im heute vorhandenen Ensemble der ehemaligen Kommende des Deutschen Ordens. Diese befindet sich rund um die Elisabethkirche, vom Ketzerbach bis zum Alten Botanischen Garten, und wird durch die Deutschhausstraße durchtrennt.
Das Museum ging aus dem ‚Hessischen Mineralien-Kabinett‘ hervor.

## Museumsaufteilung
Seit 1977 sind der Öffentlichkeit 3.000 Objekte der kompletten Sammlung in drei großen Ausstellungsräumen zugänglich. Im ersten Raum gibt es eine Dunkelkammer für fluoreszierende Mineralien. Der zweite Raum enthält die 150 bedeutendsten Stücke aus der Sammlung des Apothekers Gerhard Schweinsfurth. Diese Sammlung umschließt vor allem Erzmineralien aus dem Siegerländer Revier. Im dritten Raum letztlich befindet sich die Dauerausstellung ‚Rio Grande do Sul – Brasilien‘. Diese wurde dem Museum im Jahr 2002, zum 475. Universitätsgeburtstag, durch den Marburger Kaufmann und Edelsteinkundler Reinhard Balzer als Dauerleihgabe vermacht.

## Baugeschichte

### Ausgrabung
Im Zuge der Neugestaltung des Umfeldes der Elisabethkirche in Marburg im Jahr 2006 kam es zu archäologischen Ausgrabungen auf dem Gelände. Die Untersuchungen dauerten insgesamt von Oktober 2006 bis Februar 2007. Bereits bei Ausgrabungen 1970/71 erwies sich, dass dieses Gelände wichtige archäologische Quellen birgt.

### Baubeschreibung

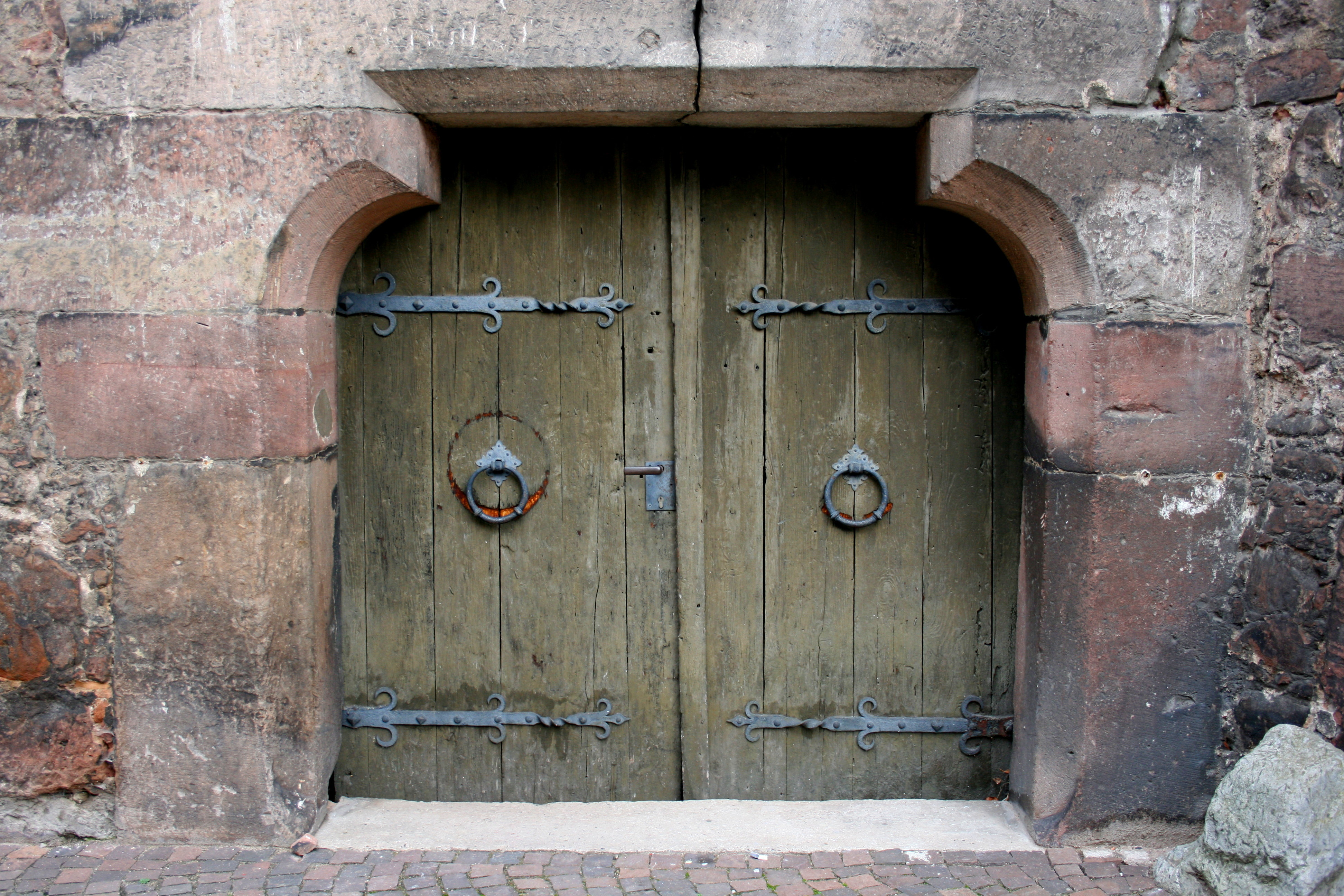
Flügeltür neben dem Rundturm an der Giebelseite

Das ehemalige Backhaus steht im Wirtschaftshof, welcher sich östlich der Elisabethkirche befindet. Es ist das einzige heute noch erhaltene Wirtschaftsgebäude des Deutschen Ordens in Marburg. Die übrigen Gebäude wurden spätestens Ende des 19. Jahrhunderts abgerissen. Das Backhaus weist drei Geschosse und drei Dachböden auf und diente dem Deutschen Orden gleichzeitig als Kornspeicher. Seine beachtliche Größe dokumentiert den Reichtum der Landkommende. Das Gebäude besitzt ein Schieferdach und einen runden Erkerturm. Es wurde in den Jahren 1515 und 1516 in den kleineren Wirtschaftshof, der sich östlich der Elisabethkirche und des dreiflügeligen Wohnhauses befand, hineingebaut.

## Die Deutschordensniederlassung in Marburg und die historisch-topographische Verortung des Museums (ehem. Backhaus)
Der Deutsche Orden ließ sich in Marburg auf dem Hospitalbezirk der heiligen Elisabeth nieder. Dieser ordnete sich um einen umzäunten Hof um die Elisabethkirche herum an. Papst Gregor IX. übertrug am 1. Juli 1234 die Einrichtung gemeinsam mit dem Patronatsrecht über die Pfarrkirche Marburg an den Deutschen Orden. Dies geschah auf Bitten der Landgrafen Heinrich Raspe IV. und Konrad von Thüringen, der Schwäger Elisabeths. Somit konnte sich der Deutsche Orden in Marburg niederlassen. Mit der Übergabe an den Deutschen Orden kam es zu intensiven Bautätigkeiten, wodurch das Areal zu einer großzügigen und repräsentativen Anlage wurde. Ursprünglich dürfte es sich beim Hospitalbezirk eher um eine Gruppe von Gehöften gehandelt haben. Man hatte eine Einrichtung geschaffen, die auf der einen Seite geistlich und auf der anderen wirtschaftlich orientiert war. Besitzrechtlich als auch baulich gesehen, stellte Marburg die mit Abstand größte Kommende in Hessen und damit eine mächtige Grundherrschaft dar. Die Niederlassung des Ordens gliederte sich in folgende Gebäude: Die Elisabethkirche, das Franziskushospital, das spätere Hospitalgebäude, die Firmanei, das Deutschordenshaus und mehrere Wirtschaftsgebäude, wie das Backhaus. Die Gebäude sind heute nur noch unvollständig erhalten. Ende des 19. Jahrhunderts wurde ein großer Teil der Wirtschaftsgebäude abgerissen. Die Deutschhausstraße durchtrennt den einstigen Hof. Abgesehen von der Elisabethkirche stehen noch Reste der Hospitalkapelle am Pilgrimstein, das einstige Backhaus, das heute das Mineralogische Museum beherbergt, und das dreiflügelige Deutsche Haus, das vormalige Wohngebäude der Ordensbrüder. Heute befindet sich darin der Fachbereich Geographie der Universität Marburg.

### Die Elisabethkirche
Die Elisabethkirche wurde ab 14. August 1235 vom Deutschen Orden errichtet. Der Bauvorgang zog sich insgesamt bis ins erste Drittel des 14. Jahrhunderts hin.

### Franziskushospital
Das 1228 in Marburg von der Landgräfin Elisabeth von Thüringen errichtete Franziskushospital bildete die Basis der späteren Ballei in Hessen. Das Hospital lag nördlich, außerhalb der Stadt am Ufer der Lahn. Papst Gregor IX. gab am 19. April 1234, „[…] auf vorstellung der (nachher heiligen) Elisabeth, witwe des landgrafen Ludwig von Thüringen, dem von ihr zu ehren des heiligen Franciscus zu Marburg errichteten hospital einen ablass für reumüthige besucher. […]“

### Hospitalgebäude
Dieses Gebäude wurde 1253 südlich des Ketzerbachs erbaut. Wie für mittelalterliche Hospitäler üblich besaß es eine große Halle, welche an der Mitte der Langseite einen Kapellenanbau besaß. Die Idee dahinter war, dass die Kranken im großen Saal liegend den Gottesdienst mitverfolgen konnten. In seinem ursprünglichen Zustand besaß das Hospital an seiner Vorderfront schmale und hohe gotische Fenster. 1876 wurde es abgerissen.

### Die Firmanei
Die Firmanei war ein den Konventsbrüdern des Deutschen Ordens und ihren Bediensteten in Marburg vorbehaltenes kleines Spital mit einer 1286 geweihten Franziskuskapelle als östlichen Anbau. Sie befand sich am nordwestlichen Rande des Klausurbezirks. Im Winkel schloss sich dem Bau seit dem 14. Jh. ein als Kornspeicher genutztes großes Gebäude an. Der Gebäudetrakt ging im Siebenjährigen Krieg in Flammen auf; der danach wiederhergestellte Speicher fiel 1839 einer Straßenerweiterung der Elisabethstraße zum Opfer. Der heutige Firmanei-Platz im Osten der Elisabethkirche (Marburg) war einst Teil des in der zweiten Hälfte des 19. Jahrhunderts niedergelegten Wirtschaftshofs des Ordens.
Der Orden unterhielt vom 15. bis ins 18. Jh. hinein in den einstigen Fimaneigebäuden einen übel beleumundeten Weinschank, „ein Schlund allen Geldes zu Marburg“, wie der hessische Kirchenreformer Adam Krafft im Verein mit anderen reformatorischen Predigern 1529 dem Landgrafen Philipp (Philipp I. (Hessen)) hintertrug. Dieser sah sich wenige Jahre später (1544) gar selbst genötigt, beim Kaiser, dem Schutzherren des Deutschen Ordens, und unter Verweis auf das von Philipps hl. Ahnfrau Elisabeth am Platze der Firmanei einst errichtete Franziskus-Hospital wegen der Zustände im Marburger Deutschordenshaus Beschwerde einzulegen: „Aber es ist alhie mit dem infirmario dem haus der Kranken zugegangen, wie Christus sagt, der tempel ist ein haus des greulls, so habt ir ein morder Grub daraus gemacht; dan man hat aus diesem ort, da der armen gewarttet, ein schenk oder wein haus gemacht. Und ist aus dem allen zu befinden, das S. Elisabeth den Spital des orts da, wo die infirmeria und S. Francisci Capella stehet, gepawet hatt.“
Der Name Firmanei geht auf ein lateinisches infirmaria zurück, eine Bezeichnung für eine Krankenstube innerhalb eines Konvents für dessen Brüder und wurde auch auf die karitative Einrichtung selbst wie auf das Gebäude übertragen, letzteres auch infirmarium genannt. Neben der lateinischen Vollform infirmaria begegnen seit dem 12. Jh. aber schon Erleichterungsvarianten wie firmaria, firmeria oder fermeria; das Mittelhochdeutsche kennt ein über älteres Französisch vermitteltes firmarîe (Krankenstube), das volkssprachlich zu firmanei werden konnte – mit konformer Entwicklung der Lehnendung -îe > -ei(e) sowie einem zweiten Nasal statt -r- (eine phonetische Assimilation) und übernommener Endbetonung. Im Französischen und im Englischen hat sich infirmerie bzw. infirmary (Krankenstation, Spital) bis heute gehalten.

### Das Deutschordenshaus
Hierbei handelt es sich um das dreiflügelige, ursprüngliche Wohnhaus des Deutschen Ordens. Das Deutschordenshaus ist ins 13. Jahrhundert datierbar.

## Geschichte des Museums
Die Geschichte des Museums beginnt mit dem Naturforscher und Geologen Nathanael Gottfried Leske. Er besaß im Jahr 1786 eine umfangreiche Mineralien- und Gesteinssammlung. Diese war als Museum Leskeanum bekannt. Als er im selben Jahr von Kassel nach Marburg reiste, um dort eine Professur für Finanzwesen und Ökonomie anzutreten, verunglückte er und verstarb kurz darauf. So gelangte seine Sammlung, die er vorausgeschickt hatte, in die Hände von Johann Gottlieb Waldin, einem Mathematikprofessor in Marburg. Waldin unterbreitete dem Landgrafen Wilhelm IX. den Vorschlag, die Sammlung zu kaufen, um ein Hessisches Mineralienkabinett zu errichten. Dem Landgrafen war der Preis von 6000 Reichstalern für das Museum Leskeanum zu hoch, weshalb er den Erwerb verweigerte. Waldin versuchte ihn nun von einer günstigeren Lösung zu überzeugen. Er schlug vor, dass man die verantwortlichen Bergleute anweisen solle, Erzstufen, Gesteinsproben und Versteinerungen aus allen hessischen Gruben an die Marburger Universität zu schicken. Am 29. Juli 1790 übertrug der Landgraf Waldin per Dekret die Aufsicht über das Hessische Mineralien Kabinett. Bereits kurze Zeit später erhielt Waldin große Mengen von Gesteinsproben, Mineralien und Fossilien. Diese stammten aus den Bergwerken und Hütten in Frankenberg, Homburg und weiteren.
Seit dieser Zeit erscheint dieses als 'Mineralogisches Museum'.
1791 veröffentlichte Waldin den ersten Teil seines Buches „Das Hessische Mineralien-Kabinett bey der Fürstlichen Hessischen Universität Marburg“. Zusammen mit der Übersendung der Teile zwei und drei, schickte Waldin die Bitte an den Landgrafen, ihm die öffentliche Aufsicht über die Sammlung zu erteilen. Waldin erhielt die Zustimmung des Landgrafen. Zu dieser Zeit befand sich die Sammlung in einem Raum im so genannten Collegio unter der Bibliothek.
1795 übertrug man die Aufsicht über das Mineralien-Kabinett nach Waldins Tod an Johann Christoph Ullmann, Professor für Philosophie, Finanzwissenschaften, sowie Berg- und Hüttenkunde. Dieser war von der Arbeit seines Vorgängers wenig begeistert:

„Waldin erhielt aus allen hessischen Grubenbezirken eine Menge größtenteils unförmiger Fossilien, er häufte alles was ihm geschickt wurde auf und hinterließ mir ein Chaos, das ich erst nach einigen Jahren in Ordnung zu bringen im Stande war.“

Sein Versuch, die Sammlung zu erweitern, scheiterte allerdings weitestgehend an Geldmangel und fehlender Unterstützung durch die Kasseler Regierung. Der Mangel sowohl an Geld, als auch an Unterstützung durch die Kasseler Regierung dürfte zweifellos auf den vorübergehenden Untergang des kurhessischen Staates als Folge des Untergangs des Heiligen Römischen Reiches 1806 zurückzuführen sein.
Im August 1821 trat Friedrich Hessel, außerordentlicher Professor für Mineralogie und Bergbaukunde nach Ullmanns Tod die Stelle als Leiter des Kabinetts an. Hessel erstellte einen neuen Katalog des Mineralien-Kabinetts, um das vorhandene Material für seine Vorlesungen nutzen zu können. Hessel wurde im Jahr 1829 zum ersten ordentlichen Professor der Mineralogie an der Universität Marburg ernannt.
1849 berief man Carl Adolf Heinrich Girard zum neuen Direktor des Mineralien-Kabinetts. Zu diesem Zeitpunkt umfasste die Sammlung mehr als 5000 Stücke. Auf Girards Betreiben hin wurde 1852 für 4500 Taler die so genannte 'Herz’sche Sammlung' gekauft, welche über 4000 Stücke umfasste. So kam der Gesamtumfang der Sammlung auf über 10.000 Stücke. Unter seinem Nachfolger Wilhelm Dunker wurden 1877 aus Platzmangel Dubletten, also alle Minerale, die doppelt vorlagen, aus der Hauptsammlung entfernt. Das Museum wuchs durch Schenkungen beständig weiter. Die reorganisierte Sammlung umfasste dadurch nur noch 8000 Stücke. In dieser Zeit war das Museum äußerst knapp bei Kasse, sodass man auf gezielte Ankäufe von Fossilien verzichten musste. Die Lage besserte sich erst als man 1882 in das Deutsche Haus umziehen konnte. Hier jedoch fehlte es an Mobiliar, um die Sammlung zweckmäßig aufzustellen. Dazwischen fiel im Jahr 1878 die Aufteilung des Lehrstuhls Mineralogie-Geologie. Danach erfolgte die Teilung der Sammlung: Die paläontologische Sammlung verblieb bei der Geologie, ebenso wie ein Teil der Gesteinssammlung. Der andere Teil der Gesteinssammlung und die Mineraliensammlung fielen an die Mineralogie. Friedrich Georg Klocke wurde 1881 zum Leiter des Mineralogischen Museums. Er brachte ein – für diese Zeit – reiches privates Instrumentarium mit, das er dem Institut übereignete, darunter ein Mikroskop und ein Goniometer. Zudem gelang es Klocke, die Sammlung durch Ankauf mineralogischer Bestände zu erweitern und bereichern.
1915 wurde Oskar Weigel neuer Direktor des Mineralogisch-Petrographischen Instituts. Aufgrund des Ersten Weltkriegs konnte er die Stelle erst 1918 antreten. Unter ihm lagerte man die petrographische Sammlung in den ersten Stock des Kornspeichers aus, der sich in unmittelbarer Nähe zum Deutschen Haus befindet. 1917 gelangte man an den 64 kg schweren so genannten 'Meteorit von Treysa' und gliederte diesen in die Sammlung ein. Im weiteren Verlauf gestaltete man die Räume der Mineralogie neu und richtete ein chemisches Labor ein, wodurch man letztendlich Zuschüsse einzustreichen vermochte. So erhielt das Museum 1924 Sondermittel in der Höhe von 5000 Reichsmark. Ab 1930 wurden neben dem ersten Stock auch Räume im zweiten Stockwerk und im Dachgeschoss des Kornspeichers mit Mineralien aus der Sammlung belegt.
1944 starb Oskar Weigel. Die Stelle des Direktors blieb aufgrund des Zweiten Weltkrieges zunächst unbesetzt. Während dieser Zeit sorgte der langjährige Präparator und Hausmeister des Instituts Heinrich Thürmann dafür, dass die Sammlung erhalten blieb. In den 50er Jahren wurde die Sammlung des Instituts laufend erweitert.
1964 wurde Erwin Hellner auf den Lehrstuhl der Marburger Mineralogie berufen. Er ernannte Georg Birke als Kurator. In der Folge wurden die ersten Grundsteine dafür gelegt, die Lehr- und Forschungssammlung der Öffentlichkeit präsentieren zu können. Parallel sorgten Georg Birke und Erwin Hellner dafür, dass der Kornspeicher bis 1973 vollständig renoviert und zum Museum ausgebaut wurde.
1971 zog das Mineralogische Institut zusammen mit dem Institut für Geologie und Paläontologie als Fachbereich Geowissenschaften aus Platzgründen auf die Lahnberge um.
1976 ersetzte Reinhard Hembold Georg Birke und richtete das Museum ein. Er wurde zum ersten Leiter des Mineralogischen Museums. Das Museum eröffnete anlässlich der 450-Jahr-Feier der Philipps-Universität seine Pforten, zunächst mit zwei Ausstellungen.
1983 wurde Kay Schürman der Leiter des Mineralogischen Museums. Er verstärkte die internationalen wissenschaftlichen Kontakte des Museums. Dies war ein wichtiger Schritt um den Tausch und die Leihgabe von Exponaten zu erleichtern. Des Weiteren wurde ein dritter Ausstellungssaal eröffnet, wodurch das Museum seine heutige Ausstellungsfläche erreichte.
1990 gründeten Freunde und Förderer den Freundeskreis des Marburger Mineralogischen Museums e. V.
Von 2004 bis 2019 leitete Peter Masberg das Museum, Anfang 2020 wurde die Leitung von Sebastian Müller übernommen. Inzwischen ist die Auflösung des Fachbereichs Geowissenschaften praktisch vollzogen, weshalb das Museum seit 2007 zum Fachbereich Geographie gehört.
Im Mai 2013 erwarb das Mineralogische Museum ein Fragment Marsgestein. Das Fragment war durch einen Meteoriteneinschlag vom Mars abgetrennt worden und gelangte selbst als so genannter Marsmeteorit in das Anziehungsfeld der Erde. Bereits 2011 landeten insgesamt 12 kg Marsgestein in Marokko, darunter auch der Neu-Erwerb des Mineralogischen Museums. Dieses Stück stellt eine Besonderheit dar, da bisher nur etwa 155 solcher Marsmeteoriten auf der Erde dokumentiert sind.
2019 musste das Museum am Firmaneiplatz aufgrund von Brandschutzregularien bis auf weiteres geschlossen werden. Ausweichquartier ist der Waldeckersaal des Marburger Landgrafenschlosses. Hier befindet sich bis Juli 2026 die Ausstellung "MINERALE - Schätze der Erde".

## Freundeskreis des Marburger Mineralogischen Museums e. V.
Der Freundeskreis des Marburger Mineralogischen Museums e. V. wurde 1990 durch Reinhard Balzer ins Leben gerufen, um den Erhalt des Mineralogischen Museums zu gewährleisten. Aufgrund des Mangels an öffentlichen Mitteln befand sich das Museum vor dem Aus. Der Freundeskreis kümmert sich seitdem um das Museum. Man renovierte die Räumlichkeiten, kaufte Vitrinen und Beleuchtung. Des Weiteren schafft der Freundeskreis Sammelstücke an und organisiert Führungen und Exkursionen.